# Hotteok
Le hotteok (호떡), parfois appelé hoeddeok, est un type de crêpe coréenne fourrée ; c'est un en-cas de la cuisine coréenne et une cuisine de rue populaire en Corée du Sud.

## Préparation
La pâte à hotteok est faite à partir de farine de blé, d'eau, de lait, de sucre et de levure. On laisse la pâte lever pendant plusieurs heures. Des boules de la taille d'une poignée de cette pâte ferme sont remplies d'un mélange sucré, qui peut contenir du sucre brun, du miel, des cacahuètes hachées et de la cannelle. La pâte farcie est ensuite placée sur une plaque de cuisson graissée et pressée pour former un grand cercle à l'aide d'un outil spécial doté d'un cercle en acier inoxydable et d'un manche en bois pendant la cuisson,.
En Corée du Sud, le mélange sec prêt à l'emploi pour hotteok est disponible dans le commerce dans des emballages en plastique. Ce mélange est également accompagné d'une garniture composée de sucre brun et de cacahuètes ou de graines de sésame moulues.

## Origine
Au printemps 1927, plus d'un millier de travailleurs chinois débarquaient chaque jour à Incheon. Les Chinois installés en Corée ont rapidement mis au point les meilleurs aliments à vendre aux clients pauvres. L'un d'eux s'appelait hotteok, ce qui signifie « gâteau de riz du barbare ».